# Bettendorf, Iowa
Bettendorf là một thành phố trong quận Scott, bang Iowa, Hoa Kỳ. Bettendorf là thành phố lớn thứ mười lăm trong tiểu bang Iowa và là thành phố lớn thứ tư trong các "thành phố Quad". Theo Cục thống kê dân số Hoa Kỳ năm 2010, dân số thành phố là 33.217 người 2. Bettendorf là một trong những thành phố Quad, cùng với Davenport lân cận và các thành phố bang Illinois của Moline, East Moline và Rock Island. Các thành phố Quad có tổng dân số 379.690 người. 
Bettendorf nằm trong vùng lãnh thổ Wisconsin, Hoa Kỳ mua từ những người Anh Điêng Sac và Fox sau khi đánh bại họ trong cuộc chiến tranh Black Hawk. Lãnh thổ này được nhượng trong mua Black Hawk vào năm 1832. Những người định cư châu Âu đầu tiên thành lập một ngôi làng mà họ gọi là Lillienthal, sau khi một quán rượu và phòng khiêu vũ hình thành trước đó. Ngôi làng của Gilbert phát triển cùng với Lillienthal năm 1858, được đặt tên theo Elias Gilbert, người vẽ bản đồ khu vực. Vào thời điểm đó, người dân chủ yếu là người nhập cư nông dân Đức, người lao động có tay nghề cao, và chủ doanh nghiệp nhỏ. Hai ngôi làng cuối cùng kết hợp để trở thành thị trấn Gilbert.
Vào khoảng năm 1900, thị trấn đã cho William và Joseph Bettendorf 70 mẫu Anh (280,000 m2) đất bờ sông với điều kiện là họ di chuyển kinh doanh xe ngựa sắt của họ từ Davenport để Gilbert. Năm 1903, thị trấn là 440 công dân kiến nghị hợp nhất, yêu cầu thay đổi tên của thị trấn để vinh danh các anh em có nhà máy là một ảnh hưởng kinh tế lớn trong phát triển ban đầu của thành phố.

## Khí hậu
| Dữ liệu khí hậu của Bettendorf          | Dữ liệu khí hậu của Bettendorf | Dữ liệu khí hậu của Bettendorf | Dữ liệu khí hậu của Bettendorf | Dữ liệu khí hậu của Bettendorf | Dữ liệu khí hậu của Bettendorf | Dữ liệu khí hậu của Bettendorf | Dữ liệu khí hậu của Bettendorf | Dữ liệu khí hậu của Bettendorf | Dữ liệu khí hậu của Bettendorf | Dữ liệu khí hậu của Bettendorf | Dữ liệu khí hậu của Bettendorf | Dữ liệu khí hậu của Bettendorf | Dữ liệu khí hậu của Bettendorf |
| Tháng                                   | 1                              | 2                              | 3                              | 4                              | 5                              | 6                              | 7                              | 8                              | 9                              | 10                             | 11                             | 12                             | Năm                            |
| --------------------------------------- | ------------------------------ | ------------------------------ | ------------------------------ | ------------------------------ | ------------------------------ | ------------------------------ | ------------------------------ | ------------------------------ | ------------------------------ | ------------------------------ | ------------------------------ | ------------------------------ | ------------------------------ |
| Cao kỉ lục °F (°C)                      | 63 (17)                        | 68 (20)                        | 83 (28)                        | 88 (31)                        | 93 (34)                        | 100 (38)                       | 102 (39)                       | 103 (39)                       | 97 (36)                        | 90 (32)                        | 78 (26)                        | 69 (21)                        | 103 (39)                       |
| Trung bình ngày tối đa °F (°C)          | 29 (−2)                        | 35 (2)                         | 47 (8)                         | 60 (16)                        | 72 (22)                        | 82 (28)                        | 85 (29)                        | 83 (28)                        | 76 (24)                        | 64 (18)                        | 47 (8)                         | 34 (1)                         | 60 (15)                        |
| Tối thiểu trung bình ngày °F (°C)       | 13 (−11)                       | 19 (−7)                        | 30 (−1)                        | 41 (5)                         | 53 (12)                        | 62 (17)                        | 65 (18)                        | 66 (19)                        | 57 (14)                        | 45 (7)                         | 32 (0)                         | 20 (−7)                        | 42 (6)                         |
| Thấp kỉ lục °F (°C)                     | −23 (−31)                      | −28 (−33)                      | −14 (−26)                      | 11 (−12)                       | 28 (−2)                        | 42 (6)                         | 48 (9)                         | 43 (6)                         | 32 (0)                         | 18 (−8)                        | −4 (−20)                       | −21 (−29)                      | −28 (−33)                      |
| Lượng Giáng thủy trung bình inches (mm) | 1.13 (29)                      | 1.28 (33)                      | 2.37 (60)                      | 3.21 (82)                      | 3.76 (96)                      | 4.71 (120)                     | 3.51 (89)                      | 4.31 (109)                     | 2.96 (75)                      | 2.46 (62)                      | 2.39 (61)                      | 2.02 (51)                      | 34.11 (866)                    |
| Nguồn:                                  |                                |                                |                                |                                |                                |                                |                                |                                |                                |                                |                                |                                |                                |